# Дигилис
Дигилис (на старогръцки: Διήγυλις, Diegylis) е от 150 пр.н.е. до 141 пр.н.е. принц на тракийското племе кайни или кени (Καινοί, Caeni), живяло край Черно море (Pontus Euxinus), град Кипсела (Cypsella) до река Марица и в Тзиралум/Тзиралун или Тзиралон (лат. Caenophrurium, гр. Tυρολόη, днешния град Чорлу в Източна Тракия в Турция).
Той се жени за Апама (?), дъщеря на Прусий II и Апама IV. Според древният автор Диодор Сицилийски, той е тиран и баща на Зизелмий.